# Saint-Plaisir
 Saint-Plaisir  là một xã ở tỉnh Allier thuộc miền trung nước Pháp.